# Gaston Depré

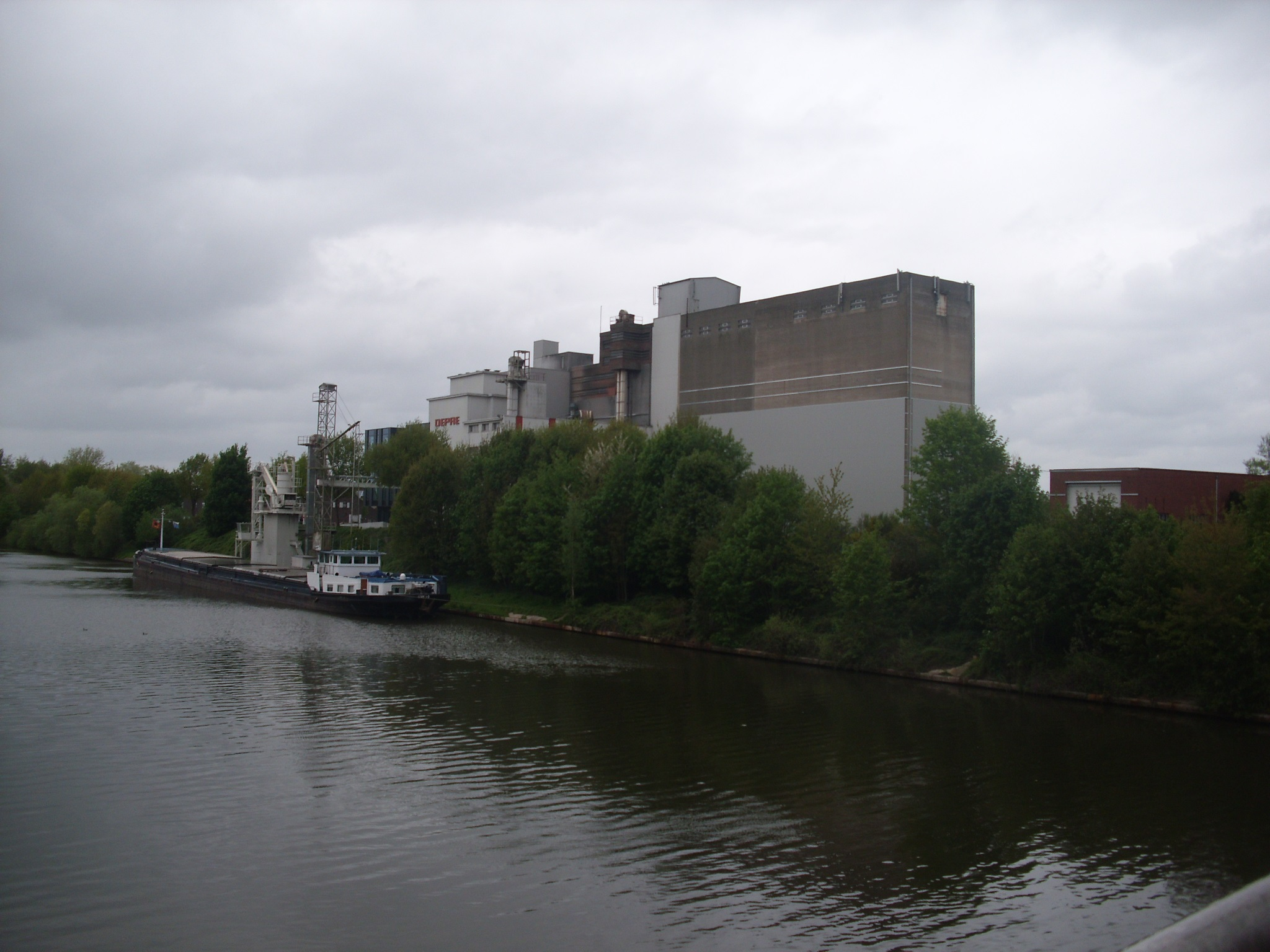
Het bedrijf Depré langs het kanaal Gent-Brugge.

Gaston Depré (Beernem, 24 december 1908 - Brugge, 16 augustus 2004) was een Belgische ondernemer en burgemeester van de West-Vlaamse gemeente Beernem.

## Levensloop
Gaston Depré trouwde met Germaine De Vlieghere (°1909), dochter van landbouwer Theophiel De Vlieghere, in Sint-Pieters-op-de-Dijk. Ze kregen vier kinderen. 

## Industrieel
Depré was de eigenaar van een veevoederfabriek in Beernem, gelegen langs het kanaal Gent-Brugge. Hij leidde het bedrijf gedurende verschillende decennia en gaf er grote ontwikkeling aan. De Group Depré is een familiale groep van bedrijven geworden. Ze is actief in de productie van industriële mengvoeders voor de intensieve veeteelt onder de merken Voeders Depré en Hens' Voeders en is ook gespecialiseerd in dierenvoeding voor zowel nuts-, sport- als gezelschapsdieren, onder meer hobbyvoeding voor vogels, duiven, knaagdieren en neerhofdieren, alsook petfoodproducten voor honden en katten.
Gaston Depré werd er opgevolgd door zijn zoon Eddy Depré.

## Burgemeester
Na de Tweede Wereldoorlog kwam er onenigheid binnen het Beernemse kiezerskorps. Onder meer de plaatselijke afdeling van het Algemeen Christelijk Werknemersverbond trok alleen op naar de kiezer.
De toenmalige nationale secretaris van de CVP, Leo Vanackere, kwam zich persoonlijk met het probleem bemoeien en na vele onderhandelingen slaagde hij er in de verschillende 'standen' (boeren, middenstanders, arbeiders, vrije beroepen) op één lijn te krijgen. Er werd een gezamenlijke CVP-lijst ingediend voor de gemeenteraadsverkiezingen, met de industrieel Gaston Depré als kopman.
Het resultaat was het behalen van een ruime meerderheid bij de gemeenteraadsverkiezingen van oktober 1964. Begin 1965 werd Gaston Depré burgemeester.
Onder zijn bestuur werd de dynamiek die de gemeente kenmerkte verder ontwikkeld. Voorname punten waren:
- het aanleggen van betere toegangswegen tot de autoweg
- bouwen van het zwembad Bloemendale
- oprichten van een nieuwe gemeenteschool
- uitbouwen van de stationswijk

Bij de fusie van Beernem, Oedelem en Sint-Joris-ten-Distel in 1976, bleef Depré burgemeester van de fusiegemeente Beernem. Hij nam ontslag eind 1982 en werd opgevolgd door Urbain De Cuyper, schepen van Beernem en voormalig burgemeester van Oedelem.